# Betta smaragdina
Espèce
Statut de conservation UICN

 DD  : Données insuffisantes
Betta smaragdina, communément appelé Betta émeraude, est une espèce de poissons d'eau douce de la famille des Osphronemidae. On le trouve principalement en Thaïlande, mais aussi au Laos et au Cambodge.

## En captivité
Ayant un tempérament plus calme et sociable que Betta splendens, Betta smaragdina peut être maintenu en couple ou en groupe comprenant un mâle et trois à quatre femelles.
Il s'agit d'une espèce facile de maintien, peu gourmande en espace et donc parfaitement adaptée aux débutants.

## Étymologie
Son nom spécifique, smaragdina, dérivé du latin smaragdus, « émeraude », fait référence à la couleur brillante vert émeraude des écailles des deux sexes.

## Publication originale
- (de) Ladiges, « Betta smaragdina nov. spec », Die Aquarien- und Terrarienzeitschrift, vol. 25, no 6,‎ juin 1972, p. 190-191.